# Caius Servilius Tucca
Pour les articles homonymes, voir Servilius.
Caius Servilius Tucca est un homme politique romain du début du IIIe siècle av. J.-C., consul en 284 av. J.-C.

## Famille
Il est membre de la gens patricienne des Servilii. Le cognomen Tucca, peut-être d'origine étrusque, est reconstitué à partir des formes données par le Chronographe de 354.

## Biographie
Caius Servilius est élu consul en 284 av. J.-C. avec Lucius Caecilius Metellus Denter pour collègue. Ce dernier prend le commandement militaire dans une campagne contre les Gaulois Sénons dans le nord-est de l'Étrurie. Il trouve la mort l'année suivante durant la bataille d'Arretium.